# الأصلحا
الأصلحا أو الأصلحة قرية سورية تتبع ناحية مركز السويداء في منطقة السويداء في محافظة السويداء. بلغ عدد سكانها 361 نسمة في عام 2004 حسب إحصاء المكتب المركزي للإحصاء.